# Anthracnose du maïs
L'anthracnose du maïs est une maladie cryptogamique qui affecte les cultures de maïs. Elle est due à une espèce de champignons du groupe des ascomycètes, Colletotrichum graminicola, qui se manifeste d'abord par des taches brunes sur la face inférieure des feuilles, puis qui s'étend dans les tiges et finit par provoquer la verse de la culture.
Un climat chaud, humide et pluvieux favorise l'extension de cette maladie, contre laquelle il n'existe pas de traitement fongicide efficace.

## Symptômes
L'anthracnose du maïs s'attaque à la fois aux feuilles et aux tiges et se manifeste par des taches foliaires et par la pourriture de la tige.
Les taches foliaires, ovales ou fuselées, mesurent jusqu'à 15 mm de long, avec un centre couleur brun clair et un contour brun rougeâtre. Les taches isolées peuvent se rejoindre, formant des stries le long de la feuille ou de la nervure principale. Les tissus proches des zones infectées jaunissent souvent. Ces symptômes apparaissent d'abord sur les feuilles de la base, puis progressivement sur les feuilles supérieures. Dans certains cas, l'extrémité supérieure de la plante peut dépérir et se dessécher.
Sur la tige, les premiers symptômes sont des stries noires linéaires, apparaissant tard dans la saison de croissance. Puis des zones noires plus grandes se développent dans les entrenœuds. En ouvrant la tige, on peut observer la moelle qui se colore en brun foncé. Les tiges gravement infectées sont très sujettes à la verse.
D'autres maladies présentent des symptômes voisins, deux formes de l'helminthosporiose du maïs dues à Bipolaris maydis (=Cochliobolus heterostrophus) et  Bipolaris zeicola (=Cochliobolus carbonum) et une autre forme de l'anthracnose du maïs (appelée Yellow Leaf Blight of Maize, soit « brûlure jaune des feuilles du maïs » aux États-Unis) due à Phyllosticta maydis (=Mycosphaerella zeae-maydis).

## Moyens de lutte
Les applications de fongicides ne sont pas efficaces contre cette maladie. La lutte repose essentiellement su des méthodes préventives, par des pratiques culturales appropriées ou par le choix de cultivar résistants.
- Pratiques culturales : des labours profonds qui permettent d'enfouir les résidus de maïs limitent fortement les infections foliaires en début de croissance.
- Rotation culturale : une rotation des cultures laissant au moins deux années sans maïs, ni culture sensible à l'anthracnose, est recommandée, surtout lorsque l'on pratique le semis direct ou un labour léger.
- Fertilisation : un programme de fertilisation équilibré est nécessaire pour limiter le stress des plantes qui favorise la propagation de la maladie.

Le choix d'hybrides résistant à l'anthracnose est la meilleure solution, toutefois les hybrides disponibles varient considérablement dans leur niveau de sensibilité à l'anthracnose. Ceux ayant une certaine résistance aux taches foliaires peuvent être sensibles à la pourriture de la tige et réciproquement. Les agriculteurs doivent donc choisir avec soin les hybrides avec les formes de résistance appropriées  contre l'anthracnose et contre d'autres maladies provoquant la pourriture de la tige, tout en tenant compte de leur potentiel de rendement.